# Kruschynka
Kruschynka (ukrainisch Крушинка; russisch Крушинка Kruschinka) ist ein ukrainisches Dorf in der Oblast Kiew unweit der ehemaligen Rajonshauptstadt Wassylkiw. Nach der letzten Volkszählung hat es 347 Einwohner (2001).

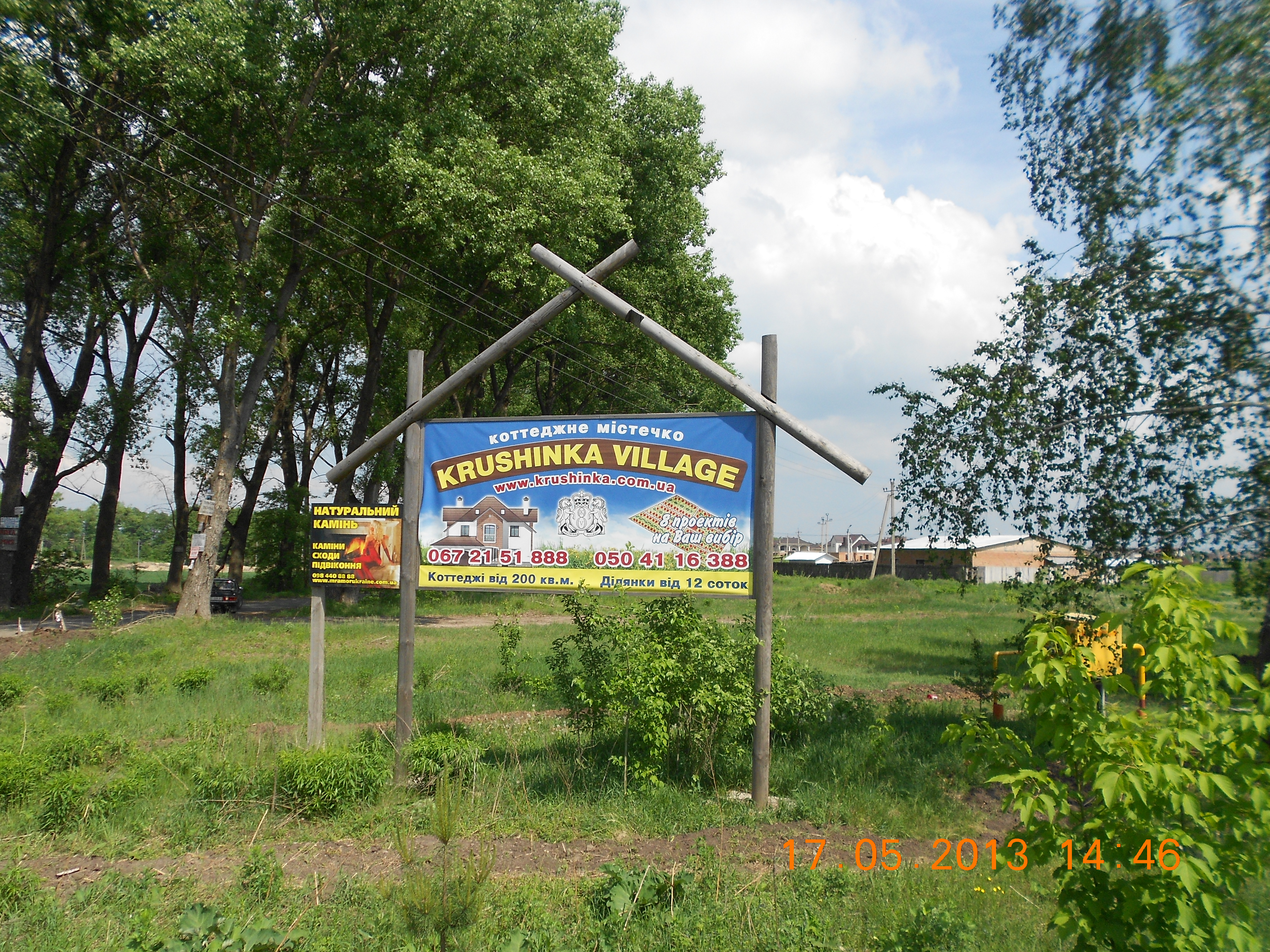
Ortseingang

Einer Legende zufolge stammt der Name des Dorfes von der Pflanze Kreuzdorn (ukrainisch Крушина Kruschyna). Erste Erwähnung des Dorfes stammt aus dem Jahr 1851. Während der deutschen Besatzung wurden zahlreiche Bewohner zur Zwangsarbeit ins Deutsche Reich verschleppt. Eine im 19. Jahrhundert gebaute Kirche wurde zu Sowjetzeiten zerstört und in den 1990er Jahren wiederaufgebaut. Der Ort ist aufgrund seiner Nähe zur Hauptstadt als eine Datschensiedlung bei den Kiewern beliebt.
Am 12. Juni 2020 wurde das Dorf ein Teil der neugegründeten Siedlungsgemeinde Hlewacha, bis dahin bildete es zusammen mit den Dörfern Boryssiw (Борисів), Derewjanky (Дерев'янки), Salisne (Залізне), Mala Buhajiwka (Мала Бугаївка) sowie der Siedlung Selenyj Bir (Зелений Бір) die gleichnamige Landratsgemeinde Kruschynka (Крушинська сільська рада/Kruschynska silska rada) im Norden des Rajons Wassylkiw.
Am 17. Juli 2020 kam es im Zuge einer großen Rajonsreform zum Anschluss des Rajonsgebietes an den Rajon Fastiw.